# Stanley Norman Cohen
Stanley Norman Cohen (né le 17 février 1935) est un généticien américain et professeur Kwoh-Ting Li à la faculté de médecine de l'université de Stanford. Stanley Cohen et Herbert Boyer sont les premiers scientifiques à transplanter des gènes d'un organisme vivant à un autre, une découverte fondamentale pour le génie génétique,. Des milliers de produits sont développés sur la base de leurs travaux, notamment l'hormone de croissance humaine et le Vaccin contre l'hépatite B. Selon l'immunologiste Hugh McDevitt, « la technologie de clonage d'ADN de Cohen aide les biologistes dans pratiquement tous les domaines ». Sans cela, « le visage de la biomédecine et de la biotechnologie serait totalement différent. ». Boyer cofonde Genentech en 1976 sur la base de leur travail commun, mais Cohen est consultant pour Cetus Corporation et refuse de se joindre à eux. 

## Jeunesse
Cohen est né à Perth Amboy, dans le New Jersey. Il est diplômé de l'Université Rutgers avec un BS en 1956 et ovtient son doctorat en médecine de la faculté de médecine de l'Université de Pennsylvanie en 1960. Cohen effectue ensuite des stages et des séjours dans diverses institutions, notamment l'hôpital Mount Sinai à New York, l'hôpital universitaire d'Ann Arbor, dans le Michigan, et l'hôpital universitaire Duke à Durham, en Caroline du Nord. Lors d'une résidence à l'Institut national de l'arthrite et des maladies métaboliques, il décide de combiner la recherche fondamentale avec une pratique clinique. En 1967, il est chercheur postdoctoral à l'Albert Einstein College of Medicine.

## Carrière
Cohen rejoint la faculté de l'Université Stanford en 1968. Il est nommé professeur de médecine en 1975, puis professeur de génétique en 1977. En 1993, il devient professeur de génétique Kwoh-Ting Li.
À Stanford, il commence à explorer le domaine des plasmides bactériens, cherchant à comprendre comment les gènes des plasmides pouvaient rendre les bactéries résistantes aux antibiotiques. Lors d'une conférence sur les plasmides en 1972, il rencontre Herbert W. Boyer et découvre que leurs intérêts et leurs recherches sont complémentaires. Les plasmides sont envoyés dans les deux sens entre Stanley Cohen, Annie C. Y. Chang et d'autres à Stanford, et Herbert Boyer et Robert B. Helling à l'Université de Californie à San Francisco. Les chercheurs de Stanford isolent les plasmides et les envoient à l'équipe de San Francisco, qui les coupent à l'aide de l'enzyme de restriction EcoRI. Les fragments sont analysés et renvoyés à Stanford, où l'équipe de Cohen les rejoints et les introduits dans Escherichia coli. Les deux laboratoires isolent ensuite et analysent les plasmides recombinants nouvellement créés.
Cette collaboration, en particulier la publication en 1973 de « Construction of biologically functional bacterial plasmids in vitro » par Cohen, Chang, Boyer et Helling, est considérée comme une étape importante dans le développement de méthodes permettant de combiner et de transplanter des gènes,. Non seulement différents plasmides d’E. coli sont joints et réinsérés avec succès dans les cellules d’E. coli, mais ces cellules se répliquent et transmettent la nouvelle information génétique. Des expériences ultérieures qui ont transféré des gènes plasmidiques de Staphylococcus dans E. coli démontrent que les gènes peuvent être transplantés entre espèces,. Ces découvertes marquent la naissance du génie génétique et valent à Cohen un certain nombre de prix importants, à commencer par le Prix Albert-Lasker pour la recherche médicale fondamentale en 1980 pour « ses études imaginatives et persévérantes sur les plasmides bactériens, pour avoir découvert de nouvelles opportunités de manipulation et d'investigation sur la génétique des cellules et pour avoir établi la promesse biologique de la méthodologie de l'ADN recombinant. ».
En 1976, Cohen co-écrit une proposition de nomenclature uniforme pour les plasmides bactériens (avec Royston C. Clowes, Roy Curtiss III, Naomi Datta (en), Stanley Falkow (en) et Richard Novick). De 1978 à 1986, Cohen est président du département de génétique à Stanford.
Au cours des années 1970 et 1980, Cohen est un fervent défenseur des avantages potentiels de la technologie de l’ADN. Il est signataire de la « lettre Berg » en 1974, qui appelle à un moratoire volontaire sur certains types de recherche en attendant une évaluation des risques. Il assiste également à la conférence d'Asilomar sur l'ADN recombinant en 1975 et aurait été mal à l'aise avec le processus et le ton de la réunion,. Il s'exprime dans la controverse sur l'ADN recombinant alors que le gouvernement des États-Unis tente de développer des politiques de recherche sur l'ADN,. Les efforts du gouvernement aboutissent à la création du Comité consultatif sur l’ADN recombinant et à la publication de lignes directrices sur la recherche sur l’ADN recombinant en 1976, ainsi que de rapports et de recommandations ultérieurs. Cohen soutient la proposition Baltimore-Campbell, arguant que les niveaux de confinement recommandés pour certains types de recherche devraient être abaissés au motif que peu de risques existent et que la proposition devrait être « un code de pratique standard non réglementaire ».
Ensuite, Cohen est professeur de génétique et de médecine à Stanford, où il travaille sur une variété de problèmes scientifiques impliquant la croissance et le développement cellulaires, notamment les mécanismes de l'hérédité et de l'évolution des plasmides. Il continue à étudier l’implication des plasmides dans la Résistance aux antibiotiques. Il étudie notamment les éléments génétiques mobiles tels que les transposons qui peuvent « sauter » entre les souches de bactéries,,. Il développe des techniques permettant d'étudier le comportement des gènes dans les cellules eucaryotes à l'aide de « gènes rapporteurs »,.

## Récompenses

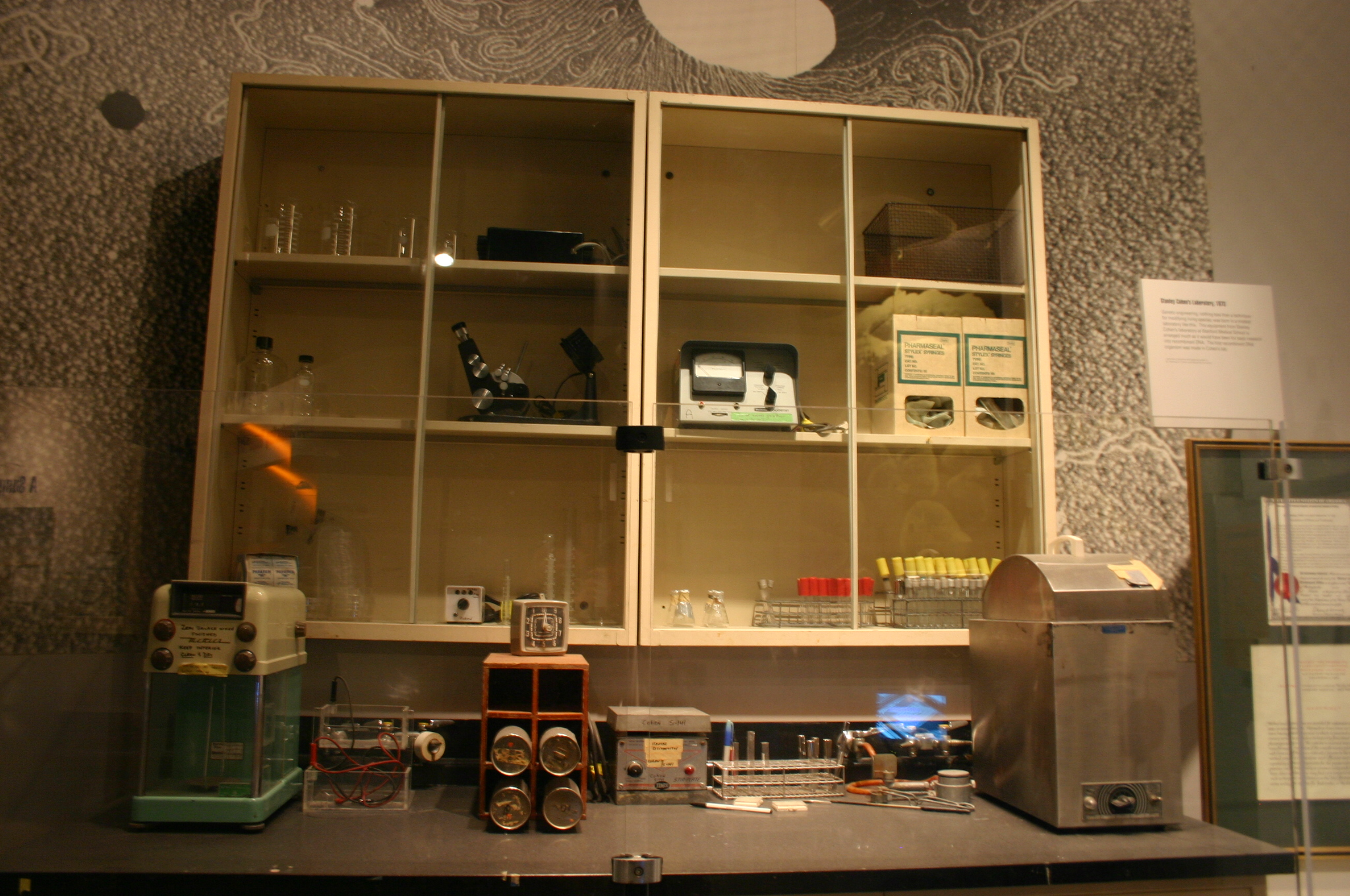
Laboratoire de génie génétique de Stanley Norman Cohen, 1973 - Musée national d'histoire américaine

- 1979 élu à l'Académie nationale des sciences[25]
- Prix Albert Lasker 1980 pour la recherche médicale fondamentale[14]
- Prix Wolf de médecine 1981[26],[27]
- Médaille nationale des sciences de 1988 décernée par le président Reagan[28],[29]
- Médaille nationale de technologie de 1989 (partagée avec Herbert Boyer) du président Bush[30]
- Prix Lemelson-MIT 1996[31]
- Temple de la renommée nationale des inventeurs 2001[32]
- Prix du Centre médical d'Albany 2004 (partagé avec Herbert Boyer)[33]
- Prix Shaw 2004 en sciences de la vie et médecine (partagé avec Herbert Boyer)[34],[35]
- 2006 élu à la Société américaine de philosophie[36]
- Médaille Double Hélice 2009[37]
- Prix du patrimoine biotechnologique 2016, décerné par l'Organisation de l'industrie biotechnologique (BIO) et la Chemical Heritage Foundation[38]